# Пиер Брис
Пиер Брис (на френски: Pierre Brice), чието пълно име е Пиер-Луис Барон Льо Брис (Pierre-Louis Baron de Bris) е френски актьор, роден на 6 февруари 1929 г. в Брест, Франция.  Известен първо сред немската публика, той става широко популярен с въплъщаването си в ролята на индианския вожд Винету в киното и телевизията, в уестърн адаптациите по романите на Карл Май.

## Биография

### Младост
На 19 години Пиер Брис се записва доброволец във френската армия за войната в Индокитай (1946–1954) като боец във флота. Приключва я невредим, въпреки че част от групата му попада на мина по време на патрул и той бива изхвърлен от експлозията. След това служи като парашутист във войната в Алжир. Започва като „taxi boy“ (платен танцьор, но не стриптизьор) във френското кабаре La Nouvelle Ève (Новата Ева). Моли френска приятелка, певица и танцьорка, да го представи за хомосексуален, за да престане да бъде тормозен от богаташките, които са го обградили. След като се пробва като фото-модел и танцьор, накрая избира актьорството.
Междувременно му е трудно да пробие във Франция, приятелят му Ален Делон е станал вече кино звезда. Двамата много си приличат. И така Пиер Брис заминава за Италия и Испания, където участва в много приключенски и филми за пирати, двете коренно различни едно от друго. Играе също така в телевизионни сериали и в театъра.

### Успех в Германия
През 1962 г. среща на филмовия фестивал в Берлин продуцента Хорст Вендландт, който му предлага ролята на индианеца Винету в киното. Това го превръща в звезда в Германия. От 1962 до 1968 г. играе в общо 11 западно-германски уестърн адаптации по романа на немския писател Карл Май, където играе вожд на племето апачи и си партнира с Лекс Баркър (7 филма), Стюард Гренджър (3 филма) и Род Камерън (1 филм) като белите персонажи. Играейки тази емблематична роля, бива поставен в центъра на вниманието на жив спектакъл, който бива изпълняван многократно в Германия.
Според проучване той е познат на 83% от немците, следователно принадлежи към тесния кръг на най-известните личности в страната. Дълго време почти неизвестен на широката френска публика, Пиер Брис олицетворява за Германия и Австрия 60-те години (малко по-малко, но също и в скандинавските страни) това, което бива американският актьор Еди Константин през п50-те години за Франция.
Опитва се да избяга от персонажа на Винету в ТВ сериала от 1976 Star Maidens, и в няколко други филми за голям екран, играейки Зоро в италианския Zorro contro Maciste (1963).

### Кариера във Франция
Телевизията му предлага възможността да влезе в контакт с френската публика. Той е, редом с Мари-Жорж Паскал, Жерар Шамбр и Патрик Верд, един от героите в сериала Le Dessous du ciel (Под небето) излъчен през 1974. През 1990, си партнира с Ани Корди в Orages d'été, avis de tempête (Летни бури, предупреждение за бури)

## Филмография

### Кино
- 1955: Ça va barder на Джон Бери
- 1958: Le Septième Ciel на Ремон Бернар: Един играч
- 1958: Les Tricheurs на Марсел Карне: Бернар
- 1958: Le Miroir à deux faces на Андре Каят: Жак
- 1959: L'Ambitieuse (ou Le Passager clandestin) на Ив Алегре
- 1960: Les Cosaques (I Cosacchi) на Виктор Туржански и Джорджо Вентурини: Борис
- 1960: Jeux précoces (Il rossetto) на Дамяно Дамиани: Джино Луциани
- 1960: La Princesse du Nil: физикът Амозис
- 1960: I piaceri del sabato notte на Даниел Д'Анза: Алдо
- 1960: Le Moulin des supplices (Il Mulino delle donne di pietra) на Джорджо Ферони: Ханс фон Арним
- 1961: Akiko на Луиджи Филипо Д'Амико: Дюилио
- 1961: Les Bacchantes (Le baccanti) на Джорджо Ферони: Дионисос
- 1960: L'Homme à femmes на Жак-Герар Корню: Лорен Берти
- 1962: Douce violence на Макс Пекас: Мади
- 1962: Le Trésor du lac d'argent (Der Schatz im Silbersee) на Харалд Рейнъл: Винету
- 1962: Les Malfaiteurs (Los atracadoresde) на Франческо Ровиера Белета
- 1963: Pacto de silencio на Антонио Роман
- 1963: Le Jour le plus court (Il Giorno più corto) на Сержо Корбучи: австрийски офицер
- 1963: La Révolte des indiens apaches (Winnetou I) на Харалд Рейнъл: Винету
- 1963: L'invincible cavalier masqué (L'invincibile cavaliere mascherato) на Умберто Ленци: Дон Диего
- 1963: Maciste contre Zorro (Zorro contro Maciste) на Умберто Ленци: Рамон/Зоро
- 1963: Par le fer et par le feu (Col ferro e col fuoco): Ян Кетюски
- 1964: Le Trésor des montagnes bleues (Winnetou II) на Харалд Рейнъл: Винету
- 1964: Les Cavaliers rouges (Old Shatterhand) на Хюго Фрегнозе: Винету
- 1964: Les Aventuriers de la jungle на Франц Ейшорн и Еуженио Мартен: Джим
- 1964: Parmi les vautours (Unter Geiern) на Алфред Вохрер: Винету
- 1965: L'Appât de l'or noir (Der Ölprinz) на Харалд Филип: Винету
- 1965: Winnetou III (Winnetou 3. Teil) на Харалд Рейнъл: Винету
- 1965: L'enfer du Manitoba (Die Hölle von Manitoba): Рийс
- 1965: Du suif dans l'Orient-Express (Schüsse im Dreivierteltakt): Филип Тисо
- 1965: Old Surehand (Old Surehand 1. Teil) d' Alfred Vohrer: Winnetou
- 1966: Winnetou and the Crossbreed (Winnetou und das Halbblut Apanatschi) на Харалд Филип: Винету
- 1966: Le Carnaval des barbouzes (Gern hab'ich frauen gekitt) на Алберто Кардоне, Луис Сулан, Шелдън Рейнолдс и Робърт Лин
- 1966: Tonnerre sur la frontière (Winnetou und sein Freund Old Firehand) на Алфред Ворер: Винету
- 1967: Les Guerriers на Серджу Николаеску: Седми
- 1967: Le 13ème caprice на Роджър Бусино: Франсоа
- 1968: Winnetou: The Valley of Death (Winnetou und Shatterhand im Tal der Toten) на Харолд Рейнъл: Винету
- 1970: Un giorno, una vita на Албино Принсип: Джулиано
- 1971: Erika на Филипо Уалтър Рати: Ренато Лаурана
- 1971: Les Nuits sexuelles (La notte dei dannati) на Филипо Валтер Рати
- 1971: Les Coups pour rien на Пиер Ламбер: Пол
- 1972: Les charognards meurent à l'aube (Una Cuerda al amanecer) на Мануел Естеба: Кампанита 'Литъл Бел'
- 1973: Féminin-féminin на Хенри Калеф и Жоао Кореа: Жак
- 1975: Куклата на гангстера, La Pépée du gangster (La Pupa del gangster) на Джорджо Капитани: зам.-комисар Салваторе Ламбели
- 1987: Zärtliche Chaoten на Франц Йозеф Готлиб: Винету

### Телевизия
- - 1968: Le regret de Pierre Guilhem (ТВ филм): Пиер Гием
  - 1970: La marquise de Brinvilliers (ТВ филм): сержант Дегре
  - 1973: L'Éloignement на Жан-Пиер Дезагна (ТВ сериал): Гай
  - 1974: Le Dessous du ciel (ТВ сериал) на Роджър Гийоз: Майк
  - 1976: Star Maidens (ТВ сериал): Адам
  - 1980: Winnetou le mescalero (ТВ сериал): Винету
  - 1985: Schöne Ferien (ТВ сериал): Жан-Пиер
  - 1990: Orages d'été, avis de tempête (ТВ сериал): Бернар
  - 1991: Die Hütte am See (ТВ сериал): Мишел Камю
  - 1991 – 1993: Ein Schloß am Wörthersee (ТВ сериал): Андре Блондо
  - 1992: Mallorca – Liebe inbegriffen (ТВ филм): Ерик Лебланк
  - 1993: Der blaue Diamant (ТВ филм): Пиер Латуш
  - 1996: Klinik unter Palmen (ТВ сериал): Жан-Клод Валентан
  - 1998: Winnetous Rückkehr (ТВ филм): Винету
  - 2002: Utta Danella (ТВ сериал): Уилиам
  - 2003: Le plus beau des cadeaux (Mit einem Rutsch ins Glück) (ТВ филм): господинът от Монтвалон
  - 2005: Das Traumhotel (ТВ сериал): Пиер Фонтан
  - 2007: In aller Freundschaft (ТВ сериал): Д-р Оливър Берти
  - 2009: Kreuzfahrt ins Glück (ТВ сериал): Никола

## Театър
- 1958: Les Parisiens на Irène Strozzi (Ирен Стрози) и Jean Paredes (Жан Паред), постановка на Christian-Gérard (Кристиан-Жерар), Théâtre de l'Œuvre

## Певческа кариера
Също като Лекс Баркър (който записва две песни като певец), Пиер Брис опитва като певец с помощта на немския композитор Мартин Бьотчер и дори успява да издаде няколко сингъла и албума. Повечето от песните му са на немски и вследствие на не дотолкова добрия му немски по това време, му се налага да ги пее фонетично.
- PIERRE BRICE: Ich steh' allein / Ribanna – DECCA D 19 557 (mono)
- PIERRE BRICE: Wunderschön / Keiner weiß den Tag – Decca, D 19 560
- PIERRE BRICE: Winnetou, Du warst mein Freund / Meine roten Brüder – Barclay
- PIERRE BRICE: Du fehlst mir / Der große Traum – CBS
- Winnetou du warst mein Freund – 1996, албум с мостри, Bear Family Records
съдържа горните песни, както и песни на Лекс Баркър.

### Документален филм
- Pierre Brice, l'illustre inconnu du cinéma français, документален филм на Oliver Schwehm (Оливър Швем), Франция-Германия, 2006 г., 60 минути.

## Награди
През 2007 г. Пиер Брис е удостоен със званието кавалер на Ордена на почетния легион.

## Частична филмография
- „Огледалото с две лица“ (1958)
- Съкровището на Сребърното езеро (1962)
- „Винету“ (1963)
- Олд Шетърхенд (1964)
- Винету: Червенокожият джентълмен (1964)
- Златната богиня от Рио Бени (1964)
- Винету: Последният изстрел (1965)
- Винету и Олд Файърхенд (1966)
- Даките (1966)
- Винету: Долината на смъртта (1968)
- „Завръщането на Винету“ ТВ филм (1998)